# 鍾榮光

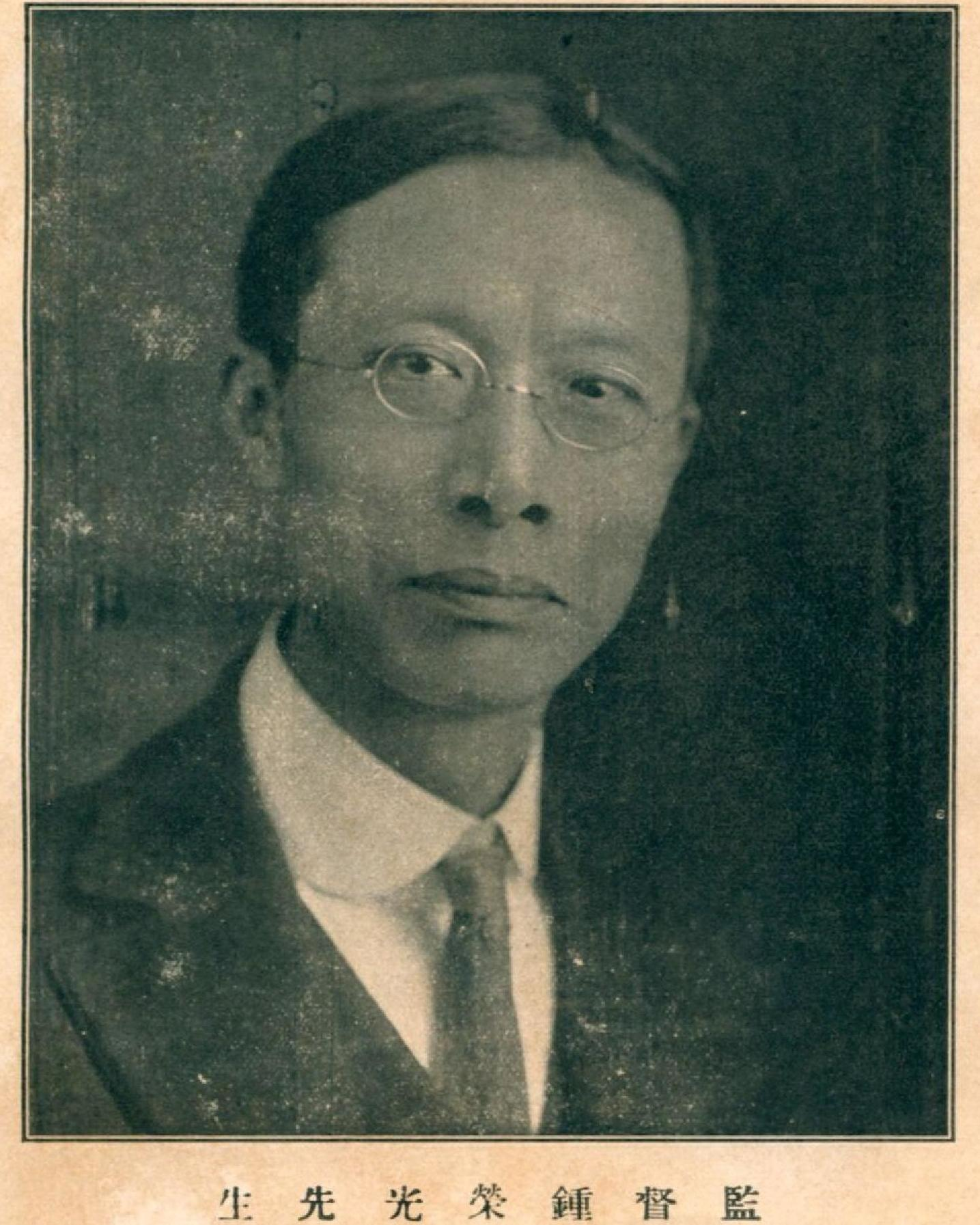
廣州嶺南大學校長鍾榮光

鍾榮光（1866年—1942年），字惺可，香山縣小欖鎮人，清代举人，兴中会成员，教育家，中國現代高等教育事業的先驅，岭南大学首任华人校长，并曾任民国初年广东都督府教育司长、广州市政府参事。

## 生平
鍾榮光自幼隨經商的父親在香港讀私塾，年長之後在廣州讀大館，沿著科舉之路砥礪前行，以圖功成名就和光宗耀祖。
1883年，17歲的鐘榮光考中秀才，1894年，28歲的鐘榮光又考中舉人，其八股文已達到爐火純青的地步，在廣州學界大名鼎鼎，但鍾榮光卻又開始不屑於功名，也不求聞達，而是開始在廣州設館授徒。
1894年9月，中日甲午戰爭爆發，北洋水師因此全軍覆滅，引起國人極大的震驚，堂堂大清帝國竟被莞爾小國所敗，國人從心理上是難以接受的，鍾榮光目睹國事如此，心情頹廢且意志消沉，曾一度沉迷於酒色之中而不能自拔，甚至墮落到為科考之人當槍手的地步，以從中獲利。
1894年11月24日，孫中山在美國檀香山創建了興中會，這是一個以推翻清廷為己任的組織，1895年1月底，孫中山從檀香山回到香港，秘密發展興中會成員，2月21日，興中會總部在香港成立，以「驅除韃虜、恢復中國，創立合眾政府」為宗旨，當年10月興中會密謀策劃和發動廣州起義，試圖以武力推翻滿清政府的統治，與孫中山同鄉的鐘榮光，在廣州參與籌劃了興中會組織的第一次武裝起義。
1896年，鍾榮光正式加入了興中會，並相繼創辦了《博聞報》、《可報》、《安雅報》等宣揚革命的報紙，並積極從事反清革命活動，自此開始與中國的民主革命結下了不解之緣。
此時的鐘榮光以孫中山為榜樣，去掉髮辮，改換著裝，預示著與清廷的徹底決裂，也一改過去放蕩不羈的生活習慣，決心戒除鴉片菸癮，開始一夫一妻的新生活，並與小妾鄧主依脫離了夫妻關係，還其自由之身，並送她去學習醫科，以便成為一名醫生而自食其力。
1899年，鍾榮光被廣州格致書院聘為漢文教習，格致書院由美國長老會傳教士哈巴安德於1887年在廣州建立，哈巴安德原是一名醫生，後來棄醫從教，專心致力於教育事業。
1899年，格致書院重新選址於廣州四牌樓福音堂內，鍾榮光在此期間被格致書院聘用，但格致書院不久又遷至廣州花地翠香園辦學。
1900年7-8月間，義和團在兩廣地區活動頻繁，對教會事業和外籍人士構成嚴重的威脅，哈巴安德醫生不得不把格致書院遷往澳門，並在澳門辦學達四年之久。鍾榮光自入格致書院從事教學工作之後，方開始接觸西方科學與文化，並同時開始刻苦學習英文。
1904年，格致書院從澳門遷址廣州，並最終選址康樂村，購下30多英畝土地建校辦學，這裡也成為嶺南大學的永久校園，同時又將格致書院更名為嶺南學堂，鍾榮光也舉家遷往學校臨時木屋居住，從此以嶺南為家，繼續創辦新式教育。
當時嶺南學堂只有兩座木屋，男女學生共61名，並全部寄宿在嶺南學堂，其中六七名女生沒有宿舍，鍾榮光就將自己居住的木屋讓出兩間供女學生居住，儘管外界非議不斷，但鍾榮光依舊我行我素，視學生如子女，嶺南學堂可謂在中國開男女同校學習之先河。
1907年，鍾榮光因公進京，被袁世凱密探以革命黨人之罪名扣留入獄，消息一經傳出，立刻引起廣東教育界一片譁然，時任廣州南武學校校長何劍吾等人聯名具保，請求無罪釋放，鍾榮光在被羈押35天之後，清廷以「查無實據」釋放了鍾榮光，此番京城之旅，可謂是有驚無險，鍾榮光自己也已經認為必死無疑，甚至曾寫下如下詩句：「世間並無不死藥，我生最愛自由花。」
1908年起，鍾榮光正式出任嶺南學堂中國籍教務長，當時嶺南學堂利用紐約董事局捐款建成了馬丁堂，這是嶺南學堂第一座永久性西式建築，現在已經成為中山大學歷史建築遺存。

## 大事記
1866年：出生于香山（中山）县小榄钟家巷。
1882年：考取秀才。
1894年：中光绪甲午科第九十五名举人。
1896年：加入孙中山组织的兴中会，结识革命志士。
1902年：在格致书院教授国文，并学习英文算术等西方学问。
1904年：帮助岭南学堂在广州河南康乐村购地20余亩作为永久校址。
1908年：出任岭南大学教务长。
1912年：出任广东省教育司长，同时兼顾岭大事宜。
1913年：袁世凯称帝，革命志士遭到追捕，钟荣光被迫出走美国，并于第二年入哥伦比亚大学深造。
1917年：任岭南大学副监督（副校长）。
1921年，钟荣光争取广东省政府及当地士绅的支持，建立岭南农科大学。
1927年：岭南大学收回华人自办，钟荣光出任第一任华人校长。钟荣光接任私立岭南大学校长后，首先将岭南农科大学改为岭南大学农学院。
1929年：创办工学院，获上海圣约翰大学名誉法学博士。
1936年：重建博济医院，孙逸仙纪念医院落成。
1937年：从岭大退休，改任荣誉校长，任国民参政会参政员。
1942年：在香港养和医院去世。
1947年1月迁葬于岭南大学校园旗杆处(即现中山大学南校区，据冼玉清《写在钟荣光校长归葬后》)

## 紀念
原岭南大学校园内，现中山大学南校区校园内建有“荣光堂”以纪念之；位於香港新界荔景的嶺南鍾榮光博士紀念中學亦是以鍾氏命名。